# Humedales de Sihcao
Los Humedales de Sihcao (en chino: 四草) es un ambiente protegido ecológico en Tainan, Taiwán. Ellos fueron apartados en 1994 por el gobierno de la Ciudad de Tainan y consisten en un territorio de 515 hectáreas. 
El área protegida consta de manglares, marismas, ríos, canales y zanjas de drenaje. Se encuentra ubicado en la ciudad de Tainan en el distrito de Annan, y se compone de una zona delimitada por el lado sureste por el Río Luermen, por el lado suroeste por la carretera Xi-Bin, y en el lado norte por el río Yan-Shui.